# 迈赫迪·霍达巴赫希
迈赫迪·霍达巴赫希（波斯語：‎，1991年4月21日—），伊朗、塞尔维亚跆拳道运动员，2014年亚洲运动会男子80公斤级金牌得主、2015年世界跆拳道锦标赛男子80公斤级金牌得主、2022年世界跆拳道锦标赛男子87公斤级金牌得主。